# Манн, Рафи
Рафи Манн (רפי מן) — израильский писатель, публицист, старший редактор газеты «Маарив» и преподаватель журналистики.

## Биография
Родился в 1952 году в Тель-Авиве. В прошлом — глава отдела новостей радиостанции «Галей Цахаль» и корреспондент газеты «Маарив» в Вашингтоне. Написал в соавторстве книги «„Галей Цахаль“. Всегда с вами» и «Журналистика» (удостоена премии Н. Соколова за достижения в области журналистики). В 2001 на русском выходит его книга «Что ты сделал для страны?».